# Овшала
Овшала (азерб. Ovşala) — широко распространённый в Азербайджане напиток, вид шербета. Овшала подаётся на праздничных пиршествах.
Для приготовления овшалы, в сок алычи, кизила, вишни и айвы добавляют сахар и варят. Остыв и настоявшись, овшала становится готовой для подачи. Овшала обладает кисловатым вкусом и приятным ароматом, и стимулирует аппетит. Чтобы сделать овшалу более ароматной, в неё добавляют розовую воду.